# Are You Being Served?
Are You Being Served? ist eine Britcom, die zwischen 1972 und 1985 in Großbritannien auf BBC One ausgestrahlt wurde. Es wurden 69 Episoden in 10 Staffeln und 1977 ein Film gesendet. Schauplätze sind die diversen Abteilungen in dem erfundenen Londoner Kaufhaus Grace Brothers. Das Drehbuch wurde von Jeremy Lloyd und David Croft geschrieben, mit Beiträgen von Michael Knowles (Schauspieler) und John Chapman. Lloyd entwickelte die Idee zur Serie während seiner Arbeit für Simpsons of Piccadilly Anfang der 1950er, einem realen Kaufhaus, das inzwischen geschlossen wurde.
Die Serie wurde in mehreren anderen Ländern ausgestrahlt, darunter in Australien, Kanada, den Niederlanden und den USA.
In Deutschland wurde nur der Spielfilm aus dem Jahr 1977 in synchronisierter Fassung ausgestrahlt. Hier sprachen unter anderem Jürgen Thormann als Captain Peacock, Inken Sommer als Mrs. Slocombe,  Dieter Kursawe als Mr. Rumbold und Harry Wüstenhagen als Mr. Humphries. 
In den Jahren 1992 und 1993 sendete die BBC unter dem Titel Grace & Favour eine Spin-off-Serie, an der die meisten Darsteller der Originalserie beteiligt waren. Sie wurde in den USA unter dem Titel Are You Being Served? Again! ausgestrahlt.

## Handlung
Are You Being Served? zeigt Humor basierend auf erotischen Anspielungen, Missverständnissen, Verwechslungen und gelegentlich Slapstick. Die Serie parodiert die Klassenunterschiede und die Hackordnung in der britischen Gesellschaft.

## Charaktere
- Captain Peacock, der hochmütige und aufgeblasene Abteilungsleiter und Kriegsveteran – gespielt von Frank Thornton. Thornton ist auch bekannt aus der langlebigen Britcom Last of the Summer Wine.
- Mr. Humphries, das verweichlichte, überaus flamboyante Muttersöhnchen und der cleverste Verkäufer – gespielt von John Inman. Inman war in Großbritannien auch als Pantomime bzw. Pantomime Dame berühmt.
- Mrs. Slocombe, die aufrührerische Chefin der Damenabteilung auf Männersuche – gespielt von Mollie Sugden. Sugden ist in Großbritannien aus vielen erfolgreichen Sitcoms und aus der Soap Coronation Street bekannt, dem britischen Vorbild der Lindenstraße.
- Miss Brahms, das naive, hübsche Mädchen aus der Londoner Arbeiterschicht und Assistentin von Mrs. Slocombe – Wendy Richard. Richard war auch sehr bekannt aus der britischen Soap EastEnders.
- Mr. Grainger, der erfahrene und leicht senile "alte Hase" im Stall – gespielt von Arthur Brough. Nach Broughs Tod im Jahr 1978 wurde die Position des Chefs der Herrenabteilung mehrere Male nachbesetzt, unter anderem durch James Hayter.
- Mr. Lucas, der junge Schürzenjäger, der Captain Peacock und Mrs. Slocombe gerne kontra gibt – Trevor Bannister. Bannister ist auch bekannt aus den Serien The Dustbinmen und Last of the Summer Wine.
- Mr. Rumbold, der höfliche, aber inkompetente Abteilungsleiter – gespielt von Nicolas Smith. Mit Smiths Tod Ende 2015 starb der letzte noch lebende Darsteller der Originalbesetzung.
- "Der junge" Mr. Grace, der reiche und sehr klapprige Inhaber – gespielt von Harold Bennett. Bennett verkörperte auch eine Rolle in der bekannten britischen Sitcom Dad’s Army.
- Mr. Mash und Mr. Harmon, die Lagerarbeiter und Mädchen für alles – gespielt von Larry Martyn und Arthur English. Die Charaktere Mash und Harmon bringen als Gewerkschaftler die interne Hackordnung gern ins Wanken.

## Episoden
Pilotfolge (1972)

### Staffel 1 (1973)
- Dear Sexy Knickers… Um einem Kunden ein Sakko zu verkaufen, das zu eng in den Achseln ist, weiht Mr. Humphries Mr. Lucas in die Kunst des "kneeing" (weiten der Ärmel mit dem Knie) ein. Die neu erlernte Technik auf Hosen angewendet endet in einem Desaster. Um den verhunzten Arbeitstag zu retten, beschließt Mr. Lucas einen Brief an Miss Brahms aus der Damenunterwäsche-Abteilung zu schicken, die er abenteuerlustig mit "Sexy Knickers" (sexy Schlüpfer) adressiert. Die Zustellung scheitert und fällt in Captain Peacocks Hände, der seinerseits eine Kette von Verwechslungen anstößt.
- Our Figures Are Slipping
- Camping In
- His and Hers
- Diamonds Are a Man's Best Friend

### Staffel 2 (1974)
- The Clock
- Cold Comfort
- The Think Tank
- Big Brother
- Hoorah for the Holidays

### Staffel 3 (1975)
- The Hand of Fate
- Coffee Morning
- Up Captain Peacock
- Cold Store
- Wedding Bells
- German Week
- Shoulder to Shoulder
- New Look
- Christmas Crackers (Weihnachts-Spezial)

### Staffel 4 (1976)
- No Sale
- Top Hat and Tails
- Forward, Mr. Grainger
- Fire Practice
- Fifty Years On
- Oh, What a Tangled Web
- The Father Christmas Affair (Weihnachts-Spezial)

### Staffel 5 (1977)
- Mrs. Slocombe Expects
- A Change Is as Good as a Rest
- Founder's Day
- The Old Order Changes
- Take-Over
- Goodbye Mr. Grainger
- It Pays to Advertise

### Staffel 6 (1978)
- By Appointment
- The Club
- Do You Take This Man?
- Shedding the Load
- A Bliss Girl
- Happy Returns (Weihnachts-Spezial)

### Staffel 7 (1979)
- The Junior
- Strong Stuff This Insurance
- The Apartment
- Mrs. Slocombe, Senior Person
- The Hero
- Anything You Can Do
- The Agent
- The Punch and Judy Affair (Weihnachts-Spezial)

### Staffel 8 (1981)
- Is It Catching?
- A Personal Problem
- Front Page Story
- Sit Out
- Heir Apparent
- Closed Circuit
- The Erotic Dreams of Mrs. Slocombe
- Roots? (Weihnachts-Spezial)

### Staffel 9 (1983)
- The Sweet Smell of Success
- Conduct Unbecoming
- Memories Are Made of This
- Calling All Customers
- Monkey Business
- Lost and Found

### Staffel 10 (1985)
- Goodbye Mrs. Slocombe
- Grounds For Divorce
- The Hold Up
- Gambling Fever
- The Night Club
- Friends and Neighbours
- The Pop Star